# Tàu ngầm Trường Sa 01
Tàu ngầm Trường Sa 01 do doanh nhân người Thái Bình tên Nguyễn Quốc Hòa chế tạo.Đây có thể nói là tàu ngầm lớn nhất và phức tạp nhất do người Việt Nam chế tạo.Tàu có lượng choán nước 12 tấn khi lặn và 9,2 tấn khi nổi.Tàu có thể lặn sâu 50 m và có tầm hoạt động 800 km.Tàu có thời gian lặn theo thiết kế là 15 giờ và thời gian hoạt động trên biển là 15 ngày.Tàu được trang bị hệ thống tuần hoàn AIP hiện đại và có hai động cơ chân vịt 90 Hp.Sau khi được ông Hòa thử nghiệm cho hoạt động ở bể nước và hồ và đạt được một số kết quả nhất định,ngày 30/5/2014 ông Hòa đã cho thử nghiệm trên biển nhưng không được như ý muốn.